# Karpalund
Karpalund är den sydligaste delen av tätorten Färlöv i Kristianstads kommun i Skåne län.
Karpalund var stationsort vid järnvägen mellan Kristianstad och Hässleholm.

## Järnvägshistoria
Karpalund var förgrenings- och mötesstation för tre järnvägsbolag. Kristianstad - Hässleholms järnväg (CHJ) byggdes 1865 och stationen anlades i samband med denna som en mötesstation. 1881 tillkom Gärds Härads Järnväg (GJ) med sin norra förgreningspunkt i just Karpalund. 1886 tillkom banan Hästveda Karpalunds järnväg (HKJ). När sedan GJ och HKJ slogs samman i och med bildandet av bolaget Östra Skånes Järnvägar (ÖSJ) 1898 kom Karpalund att bli en av mötesstationerna mellan detta bolag och det i trakten bildade konkurrerande järnvägskonglomeratet Kristianstadsbanorna under namnet CHJ.
Mellan Vinnö och Karpalunds station anlades ett sockerbruk, till vilket man hade spåranslutning från Vinnö station. På grund av prispolitik och konkurrens tvingades det konkurrerande bolaget CHJ att anlägga ett eget anslutningsspår från söder över ån med egen bro då ÖSJ tog ohemult mycket för vagnstransporterna in till sockerbruket över Vinnö station. Det förelåg en liknande konkurrenssituation i Åhus hamn mellan samma bolag. Emellertid slutade denna situation då CHJ köpte ÖSJ 1936. I samband med köpet fanns det på vissa relationer parallella järnvägar, varför vissa linjer rationaliserades bort och nedlades. Bland annat lades linjen Karpalund - Skepparslöv ned i samband med denna rationalisering.
Omedelbart söder om stationen har uppkommit ett verksamhetsområde.

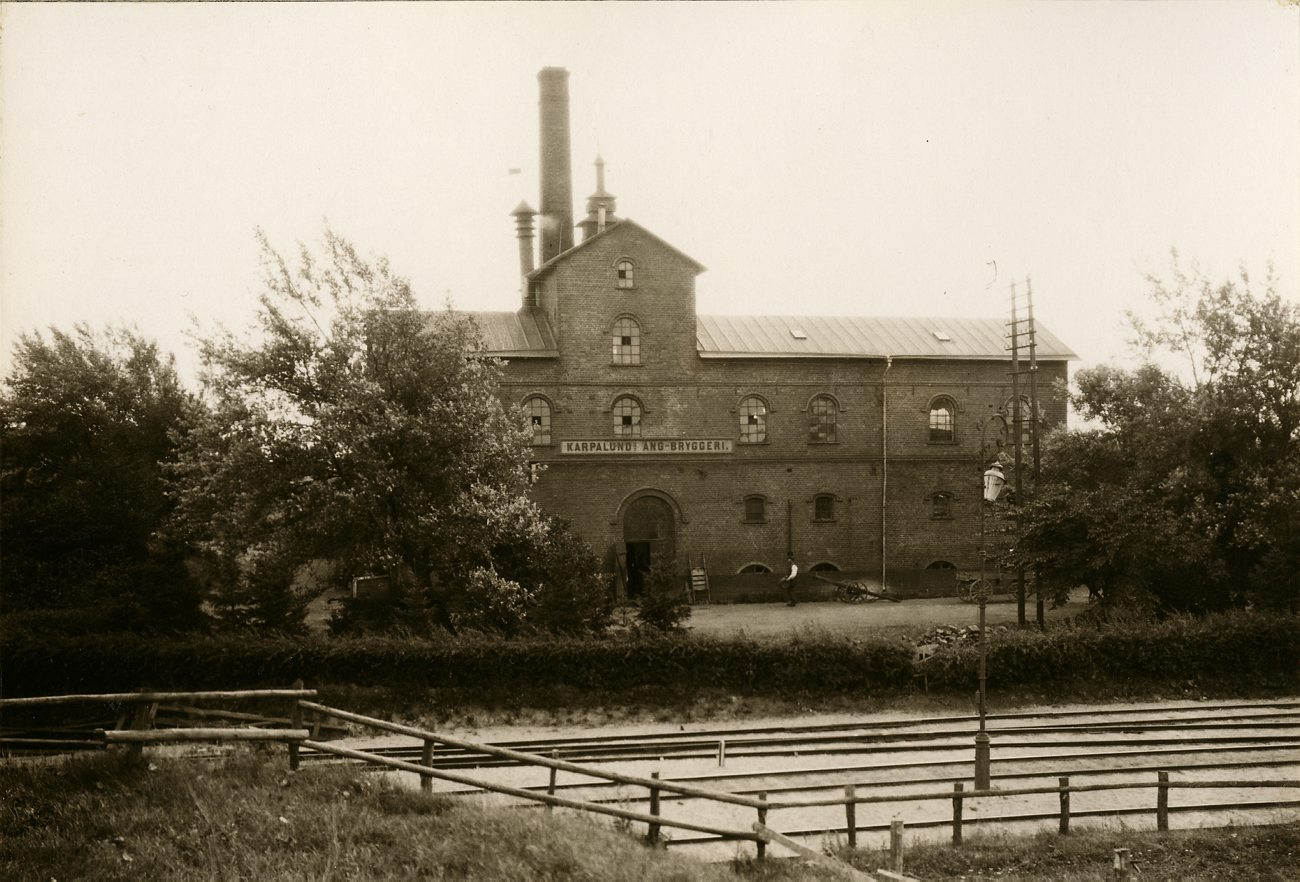
Karpalunds Ångbryggeri, omkring 1900.

## Verksamheter
- Sockerbruk - Karpalunds sockerbruk 1894-1989 (rivet)
- Konserveringsindustri - AB Bjäre industrier - Blå Band - numera Campbell Soup Sweden AB
- Bryggeri
  - Karpalunds bryggeri 1884-1942[1]
  - Karpalunds ångbryggeri 1885-1943[2]

### Sockerbruket

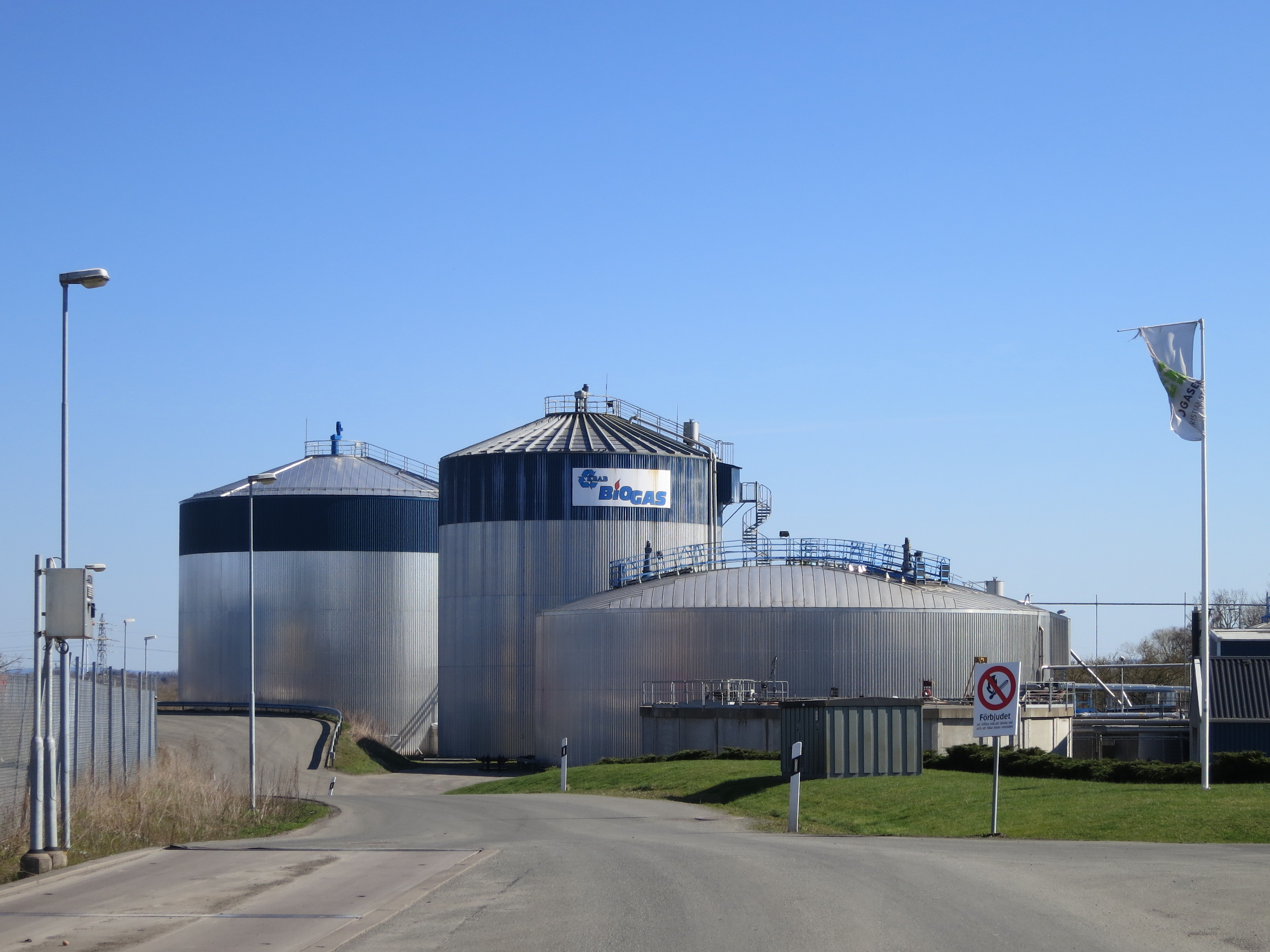
Biogasanläggningen

Sockerbruket i Karpalund följer samma mönster avseende utseende och form som övriga stora sockerbruk som anlades under 1880-talet. Henrik Borg skriver att under perioden 1883- 1896 startades inte mindre än 17 sockerbruk i Sverige. Förebilderna för dessa industrianläggningar kommer främst från Tyskland, där maskinfirmorna även levererade typritningar för fabriksbyggnaderna. Fasadmaterial är gult eller rött tegel.
Under 1940-talet påbörjades en rationaliseringsvåg bland sockerbruken och 1970 återstod sex strösockerbruk, däribland Karpalunds sockerbruk. Rationaliseringen av sockertillverkningen fortsatte, varför Karpalund stängdes 1989. Sedan 2006 återstår bara tillverkning av socker i Örtofta och förädling i Arlöv. I Karpalund har en biogasanläggning övertagit delar av sockerbruket.